# 田中琢
田中 琢（たなか みがく、1933年12月29日 - 2022年9月16日）は、日本の考古学者。

## 生涯
出生から修学期
1933年、滋賀県で生まれた。京都大学文学部を卒業し、同大学大学院修士課程を修了。
考古学研究者として
1959年、奈良国立文化財研究所所員となった。のち同埋蔵文化財センター所長。文化庁文化財鑑査官をへて、1994年からは奈良国立文化財研究所長をつとめた。1999年に退官。2022年9月16日、死去。

## 研究内容・業績
- 平城宮跡の発掘調査では木簡第1号発見者となった[1]。

## 著作
著書
- 『古鏡』(日本の原始美術 8) 講談社 1979
- 『平城京』(古代日本を発掘する 3) 岩波書店 1984
- 『倭人争乱』(日本の歴史 2) 集英社 1991
- 『考古学で現代を見る』岩波現代文庫 2015

共編著
- 『須恵器』(日本陶磁全集 4) 田辺昭三共編集 中央公論社 1977
- 『弥生土師器』(日本陶磁全集 2) 田辺昭三共編、中央公論社 1978
- 『考古学の散歩道』佐原真共著、岩波新書 1993
- 『発掘を科学する』佐原真共編、岩波新書 1994
- 『新しい研究法は考古学になにをもたらしたか』佐原真共編、クバプロ 1995
- 『古都発掘 藤原京と平城京』岩波新書 1996
- 新版『角川日本史辞典』朝尾直弘・宇野俊一共編、角川書店 1997
- 『権力と国家と戦争』(古代史の論点 4) 都出比呂志共編 小学館 1998
- 『都市と工業と流通』(古代史の論点 3) 金関恕共編 小学館 1998
- 『日本人の起源と地域性』(古代史の論点 6) 佐原真共編 小学館 1999
- 『日本考古学事典』佐原真ほか共編 三省堂 2002

訳書
- 『考古学研究入門』H.J.エガース著、佐原真共訳、岩波書店 1981
- 『巌窟蔵鏡』梁上椿著、岡村秀典共訳、同朋舎出版 1989

## 参考
「田中琢」『デジタル版 日本人名大辞典+Plus』。コトバンクより2022年9月26日閲覧。